# Saint-Loup-du-Gast

Saint-Loup-du-Gast este o comună în departamentul Mayenne, Franța. În 2009 avea o populație de 363 de locuitori.